# República Socialista Soviética Lituano-Bielorrussa
```
   |-
       |
Erro:
:  
valor não especificado para "
nome_comum
"
```

A República Socialista Soviética Lituano-Bielorrussa, também conhecida como Litbel ou Lit-Bel (em lituano:  Lietuvos–Baltarusijos Tarybinė Socialistinė Respublika; em bielorrusso:  Літоўска–Беларуская Савецкая Сацыялістычная Рэспубліка; em russo:  Литовско–Белорусская ССР; em polonês/polaco:  Litewsko–Białoruska Republika Rad) foi uma república controlada pela União Soviética, que existiu dentro dos territórios das atuais Bielorrússia e Lituânia durante aproximadamente sete meses antes de 1919, quando as partes ocidentais de seu território foram anexadas pela Polônia.
Com o fim da Primeira Guerra Mundial, em novembro de 1918, o exército alemão abandonou a região, e em fevereiro de 1919 foi proclamada a República Socialista Soviética Bielorrussa, parte da qual, unida à República Socialista Soviética Lituana, formou a Litbel a partir de 27 de fevereiro de 1919.
Os líderes do Estado recém-proclamado eram Kazimierz Cichowski (Казимир Генрихович Циховский), Presidente do Comitê Executivo Central do Congresso de Sovietes (equivalente ao presidente do parlamento) e Vincas Mickevičius-Kapsukas (Винцас Симанович Мицкявичюс-Капсукас), Presidente do Sovnarkom (equivalente ao primeiro-ministro).
Inicialmente sua capital foi Vilnius, e em abril, após a captura da cidade pelo exército polonês no início da Guerra Polonesa-Soviética, foi transferida para Minsk, e, posteriormente, para Smolensk, em agosto de 1919. A Litbel foi dissolvida em 25 de agosto daquele ano, quando todo o território foi ocupado pelos exércitos da Polônia, da Tríplice Entente, da Lituânia (liderados pelo Conselho da Lituânia) e pela Alemanha.
Em 1920 as terras restantes que ainda formavam o Litbel foram definitivamente divididas entre a Segunda República Polonesa e a República Socialista Soviética da Bielorrússia.